# الألفية والشلفية
الألفية والشلفية هو كتاب مصوّر حول الجماع. ألّفه الشاعر والحكيم الإيراني أبو بكر الأزرقي في القرن الحادي عشر، وقدّمه لملك نيسابور طغان شاه، وهو ابن ألبْ أرسلان السّلجوقي وحفيد طُغرُل بِك السّلجوقي.
كتب الأزرقي، "الألفية والشلفية"، قد أُلّف بهدف تنشيط وتقوية الضعف الجنسي لطغان شاه. وعن عنوان هذا الكتاب يقال إن "الألفية" هي قضيب الذّكر، و"الشلفية" تعني فرج الأنثى، كما عَدّت جماعة أخرى أن "الألفية والشلفية" اسمان لبنتَيْ هوى، وشلفية كانت أم ألفية. لم يبقَ من هذا الكتاب سوى 55 صفحةً محفوظةً في متحف سان بطرسبورغ في روسيا، وهو مزوّد برسوم توضيحية، تحتوي على 34 صورةً ملونةً على شكل منمنمات تظهر الوضعيات المختلفة للجماع.